# Odalisca dels bombatxos grisos
Odalisca dels bombatxos grisos (Odalisque à la culotte grise) és un oli sobre tela de 54 × 65 cm pintat per Henri Matisse vers l'any 1927 i dipositat al Museu de l'Orangerie de París.

## Context històric
El quadre, que fou exposat al Saló de Tardor del 1927, fou comentat per Jacques Guenne en els següents termes:
| « | "Alegreu-vos, heus ací la festa del color. No feu massa intents de penetrar en el misteri. Per què, amb totes aquestes ratlles blaves, vermelles, violetes, grogues, amb aquest gran tendal vermell amb motius grisos, aquesta petita tela de Matisse no es converteix en el més espantós escampall de papers pintats de l'aparador d'una botiga de barri? No ho sé pas. O millor dit, sé que aquest artista ha estat beneït per la gràcia del color. Sap conciliar com si res, creieu-me, dos tons enemics!" | » |

## Descripció
En aquesta obra de cromatisme contundent, que retorna al Matisse fauve, el component decoratiu és conduït a l'extrem. La figura de l'odalisca, que reposa sobre una superfície estrictament horitzontal, s'integra en la construcció geomètrica del quadre, ordenat verticalment per les faixes del cobrellit i les dels tendals del fons.
La geometria i els colors forts són els trets més destacats d'aquest quadre: l'odalisca, pintada amb colors sobris -carn, verd i gris- sembla barrejar-se amb la decoració. Les teles i la paleta dominada pel vermell anihilen tota sensació d'espai, només els accessoris donen un sentit relatiu de profunditat. Tot i que, la taula Lluís XV i el braser apareixen sovint a la pintura de Matisse, en aquest cas és difícil situar-los en relació amb el sofà, el qual sembla envair l'espai d'aquells.